# اندرمان
اَندَرمان از روستاهای کهن شهرستان ری و جنوب شهر تهران است که دیرینگی آن را ۷ هزار سال دانسته‌اند.
روستای اندرمان در سال ۱۳۹۵  از شهرداری حومه 
ری خارج شد و زیر مجموعه دهیاری قرار گرفت اولین دهیار روستای اندرمان ابراهیم کلهر می باشد.

## پیشینه
جاده شاهی دوره هخامنشیان از اندرمان می‌گذشته‌است.
گمان بر اینست که در گذشته نام آن «آب اندر میان» بوده و به علت داشتن آب فراوان و رونق اقتصادی و اجتماعی یکی از روستاهای مهم شهر ری به شمار می‌رفته‌است.
هنگامی که مسلمانان ری را تصرف کردند برای زیر نظر داشتن مقاومت محلی، لشکریان خود را در چند پایگاه مستقر کردند. این پایگاه‌ها در دهکده اندرمان، جماران، فیروز و رام (فیروزبهرام کنونی، در راه ری به کومش) و جایی به نام شیروان (احتمالاً همان شمیران) قرار داشتند. پس از تصرف ری توسط عرب‌ها، گروهی از مردم شهر به کوه‌ها و آبادی‌های پیرامون رفته‌بودند و گروه‌های مقاومت تشکیل داده قصد بازپس‌گیری شهر را داشتند که این پایگاه‌های چهارگانه از این امر جلوگیری کرد.
در هنگام اشغال اصفهان به دست اشرف افغان و در حالی که شاه تهماسب دوم صفوی در اردبیل حضور داشت، ارتش عثمانی به سمت این شهر آمد. در این هنگام شاه تهماسب به سمت تهران آمده و در قریهٔ اندرمان خیمه زد. کمی بعد مجبور شد به دلیل حرکت اشرف به سمت تهران و جنگی که در سلمان‌آباد تهران روی داد، اندرمان را هم ترک کرده و به سمت مازندران حرکت کند.
در سال ۱۳۸۵ سنگ قبری ۴۷۰ ساله در قبرستان امامزاده ابوالحسن روستای اندرمان کشف شد. 
شاخه‌ای از ایل کلهر که زادبوم اصلی‌اش محور کرمانشاه به کرند است در دوران نادرشاه به ری تبعید شدند که این سنگ قبر کشف‌شده را مرتبط با افراد این ایل دانسته‌اند.
در دهه‌های پیش روستای اندرمان طبق تقسیمات پیشین کشوری در بخش ری شهرستان تهران قرار داشته و ۲۲۹ تن سکنه داشته‌است. آب آن از قنات و محصول آن غلات ، چغندرقند و صیفی  بوده‌است.
این روستا در سال ۱۳۸۴ در دهستان تازه‌تأسیس عظیمیه قرار گرفت.